# Wedge Tombs von Faunarooska
Die Wedge Tombs von Faunarooska (Clare Nr. Cl. 3 und Cl. 4) liegen etwa 40 Meter voneinander entfernt auf der Heide im Townland Faunarooska (irisch Fán an Rúsca), südöstlich von Derrynavahagh im County Clare in Irland. Wedge Tombs (dt. „Keilgräber“, auch „wedge-shaped gallery grave“ genannt) sind doppelwandige, ganglose, mehrheitlich ungegliederte Megalithanlagen der späten Jungsteinzeit und der frühen Bronzezeit in Irland.

## Faunarooska West

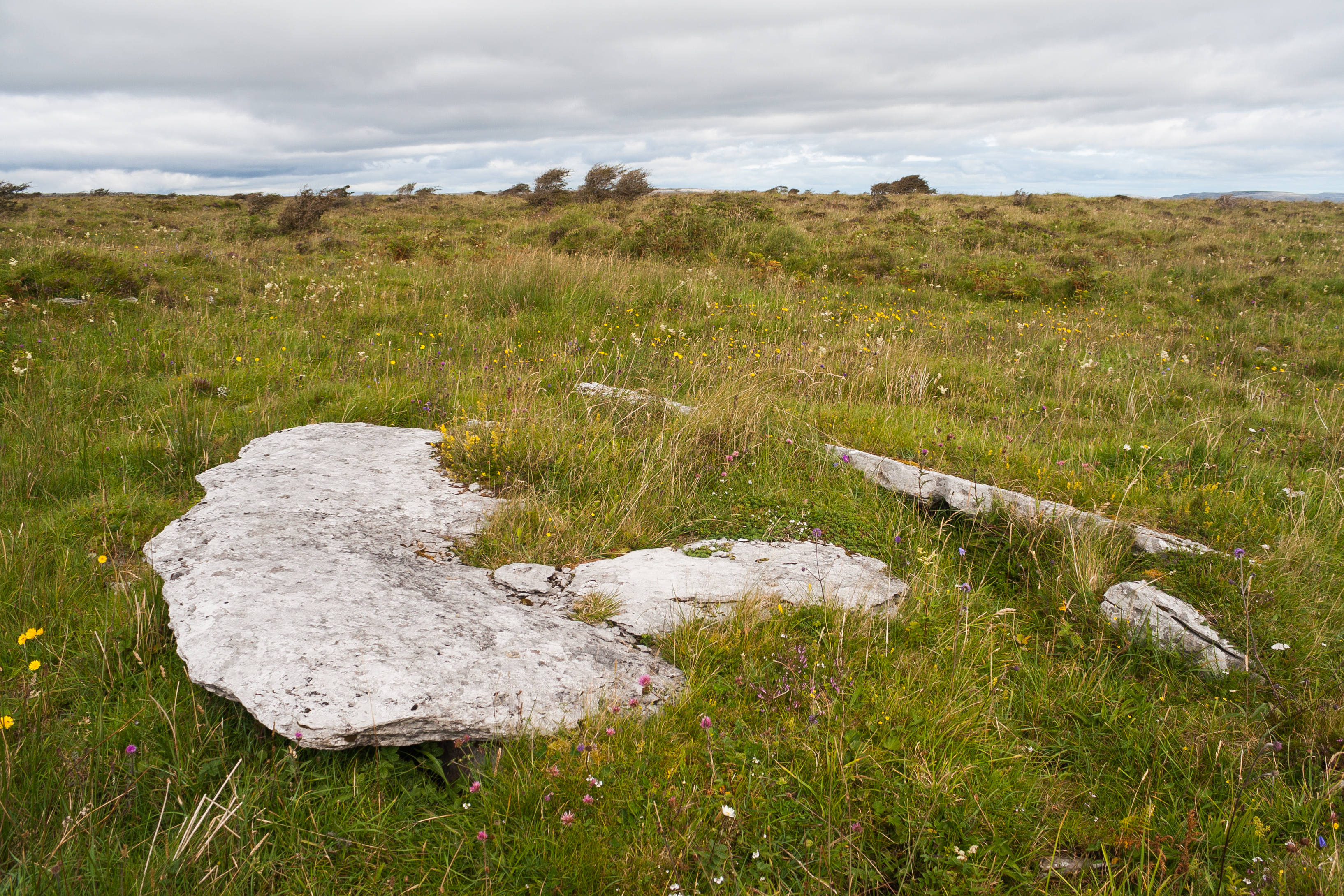
Südansicht der Wedge Tomb Cl. 3

Das eingestürzte Wedge Tomb von Faunarooska West (Clare Nr. 3) ist das westliche. Seine beiden Seitensteine liegen flach auf dem Boden und der Deckstein liegt auf dem nördlichen. Ein etwa 1,0 m langer, liegender Stein wird teilweise durch den südlichen Seitenstein verdeckt.
Die Seitensteine haben gerade Oberkanten. Der nördliche ist etwa 2,9 m lang und bis zu 1,25 m breit. Der südliche ist länger und verjüngt sich in der Breite von 1,3 auf 1,1 m. Beide sind (wie alle plattigen Steine im Faunarooska Komplex) 0,15 bis 0,2 m dick. Der etwa 3,85 m lange Deckstein verjüngt sich in der Breite von 2,25 auf 1,2 m. Die Decksteinform deutet darauf, dass sich die Kammer von West nach Ost und verjüngte und im Westen am höchsten war. Über die ursprünglichen Kammermaße kann nichts gesagt werden.
Zwei große Platten unbekannter Funktion, westlich der eingestürzten Kammer, sind teilweise im Boden verborgen. Die nördliche misst etwa 1,85 m und die südlichen 2,4 m.
Lage: 53° 5′ 18″ N, 9° 13′ 3,9″ W

## Faunarooska Ost
Die Struktur von Faunarooska Ost (Clare Nr. 4) ist erhalten, aber die Kammer wird von verlagerten Decksteinen verdeckt. Das West-Ost orientierte Wedge Tomb ist von einem etwa 8,0 × 6,5 m messenden Hügel umgeben. Im Norden verläuft eine der Außenmauern. Die Außenmauer der Südseite wird durch zwei erhaltene Steine an der Westecke angezeigt. Eine nach Westen geneigte Steinreihe gehört zur Frontseite.
Innerhalb der Außenmauer stellen vier Steine die Kammernordseite dar. Der westliche ist 1,45 m hoch und 0,65 m lang. Die nächsten beiden Steine der Reihe sind teilweise verdeckt. Der vierte Stein ist 0,75 m lang, und 0,2 m hoch.
Drei in Reihe befindliche Steine stellen die Südseite der Kammer dar. Der westliche ist 0,5 m lang. Die beiden anderen bilden eine 0,95 m lange Linie nach Osten. An der Frontseite der Kammer sind zwei Steine angeordnet. Der eine ist 1,0 m lang und 0,85 m hoch. Der andere ist 0,4 m lang und hoch. Die beiden Randsteine östlich sind 1,8 m lang und 0,9 m hoch bzw. 0,55 m lang und 0,3 m hoch. Eine verlagerte Platte ist 2,4 m lang und 1,6 m breit. Das westliche Ende der Nordseite der Kammer bildet ein wahrscheinlich verlagerter Deckstein. Zwei darunterliegende Platten sind 1,6 m lang, 1,3 m breit bzw. 1,0 m lang und 0,7 m breit. Zwei verlagerte Platten, die einen Teil des Daches gebildet haben könnten, liegen am östlichen Ende. Die westliche misst 1,6 × 1,6 m. Die östliche ist kleiner.
Die nördliche Außenmauer besteht aus sieben Steinen, die in der Länge von 0,9 bis 0,3 m variieren. Der westlichere der beiden erhaltenen Steine der südlichen Außenwand ist 0,20 m lang und 0,40 m hoch. Der sich nach außen neigende zweite Stein ist 0,7 m lang und 0,6 m hoch.
Drei Steine der westlichen Außenmauer sind erhalten. Die Abmessungen betragen (von Süden nach Norden): 1,35 m lang und 0,9 m hoch; 0,95 m lang und 0,9 m hoch; 1,3 m lang und 0,2 m hoch. Der dritte Stein ist abgebrochen. Über ihm liegt eine verlagerte 2,0 m lange und 1,0 m breite Platte. Unter ihrer Westkante ragt ein zerbrochener Stein hervor, der der obere Teil des zerbrochenen Steins sein könnte. Zwei lose Platten liegen zwischen der westlichen Außenwand und der Kammer. Beide sind etwa 1,25 m lang. Die Kammer scheint mindestens 3,5 m lang und vorne etwa 2,1 m breit gewesen zu sein und verjüngt sich nach Osten.
Lage: 53° 5′ 18,6″ N, 9° 13′ 2,3″ W
Eine weitere Anlage in Faunarooska (Clare Nr. 5) ist unbestimmbar und zerstört.